# Gare de Pers
Gare de Pers vasútállomás Franciaországban, Pers településen.

## Vasútvonalak
Az állomást az alábbi vasútvonalak érintik:
- Figeac–Arvant-vasútvonal

## Kapcsolódó állomások
A vasútállomáshoz az alábbi állomások vannak a legközelebb:
- Gare de Lacapelle-Viescamp
- Gare du Rouget